# Spoorlijn Mayenne - La Selle-en-Luitré
De spoorlijn Mayenne - La Selle-en-Luitré was een Franse spoorlijn van Mayenne naar La Selle-en-Luitré. De lijn was 46,8 km lang en heeft als lijnnummer 438 000.

## Geschiedenis
De lijn werd geopend door de Compagnie des chemins de fer de l'Ouest op 23 oktober 1881. Op 1 maart 1938 is de lijn gesloten voor personenvervoer. Goederenvervoer tussen Ernée en Saint-Pierre-des-Landes was er tot 1 maart 1952, tussen Saint-Pierre-des-Landes en La Selle-en-Luitré tot 1 september 1954 en tussen Mayenne en Ernée tot 1 maart 1987.

## Aansluitingen
In de volgende plaatsen is of was er een aansluiting op de volgende spoorlijnen:
Mayenne
RFN 435 000, spoorlijn tussen Pré-en-Pail en Mayenne
RFN 436 000, spoorlijn tussen La Chapelle-Anthenaise en Flers
La_Selle-en-Luitré
RFN 439 000, spoorlijn tussen Vitré en Pontorson